# 제이드 유언
제이드 유언(Jade Ewen, 1988년 1월 24일 ~ )는 잉글랜드의 가수로, 슈가베이비스의 일원이다.